# Palace Theatre (Broadway)
Pour les articles homonymes, voir Palace Theatre.
Le Palace Theatre est un théâtre de Broadway situé au 1564 Broadway, au niveau de la 47e rue dans le Theater District, dans le centre de Manhattan, à New York (États-Unis).
Avec 1 610 places (en 2018) réparties sur trois niveaux, c'est l'un des plus grands théâtres de Broadway, abritant principalement de grandes comédies musicales et des concerts. Le 16 septembre 2018, à la suite de SpongeBob SquarePants, le théâtre a fermé pour une rénovation complète et devrait rouvrir en 2021.

## Histoire
Conçu par les architectes Milwaukee Kirchoff & Rose, le théâtre de 1 740 places a été financé par Martin Beck, un entrepreneur de vaudeville basé à San Francisco, pour tenter de défier le monopole de Keith-Albee sur la côte est. Lorsque le théâtre a ouvert ses portes le 24 mars 1913, avec la vedette Ed Wynn, ce ne fut pas un succès instantané et il a perdu de l'argent pendant plusieurs mois.

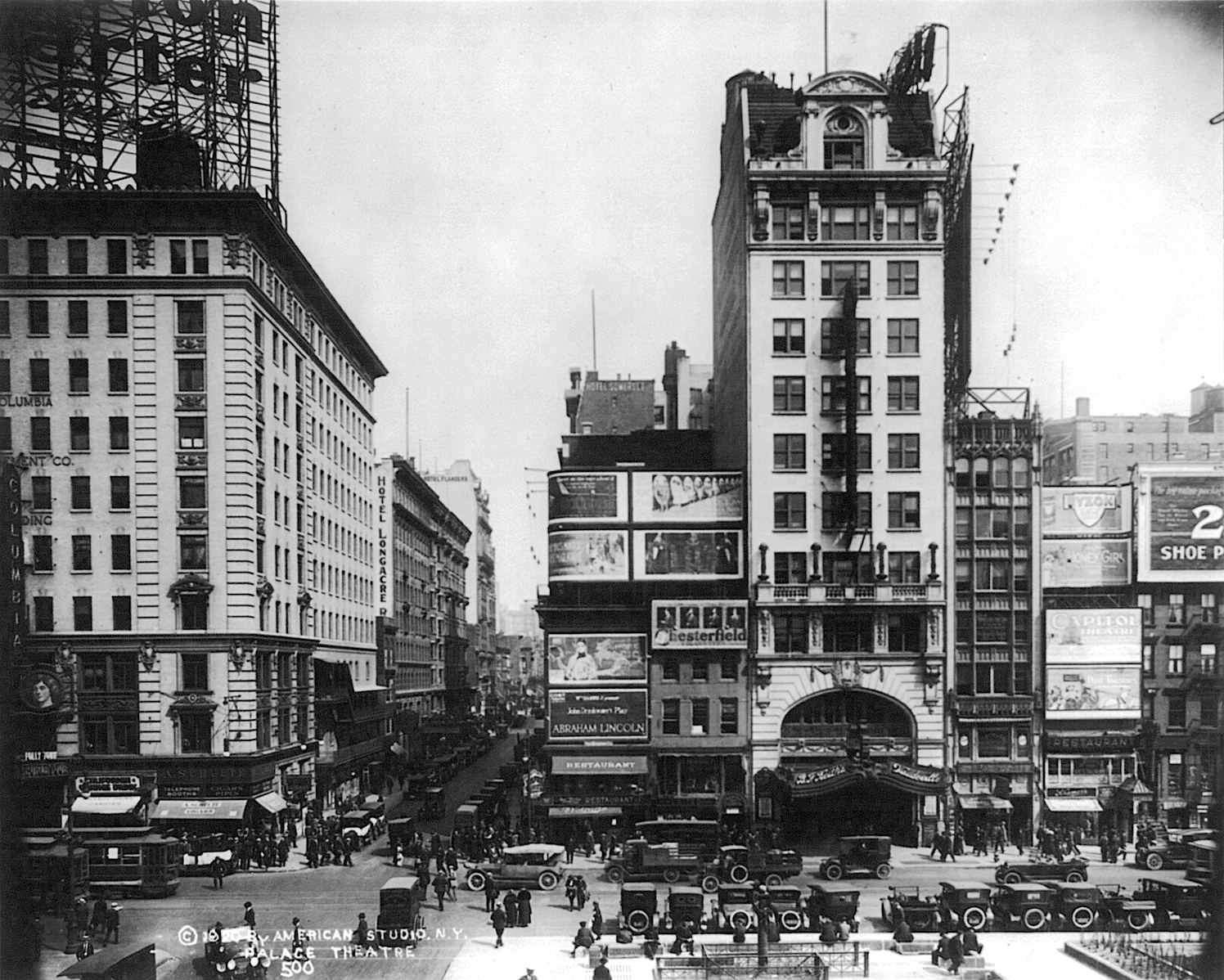
Palace Theatre à Broadway en 1920.

Avec la Grande Dépression est venue une augmentation de la popularité du cinéma et de la radio, et le vaudeville a vu une forte baisse. La transformation de toutes les maisons de vaudeville de Keith – Albee – Orpheum en salles de cinéma grâce à une fusion avec RCA et le Film Booking Office aux mains de Joseph P. Kennedy en 1929, a été un coup dur mais a permis à beaucoup de voir leurs artistes sur la scène du Palais.
En 1929, les spectacles du Palais sont passés de deux fois par jour à trois. En 1932, le palais passa à quatre spectacles par jour et baissa son prix d'entrée. En novembre de la même année, il a été rebaptisé "Palais RKO" et transformé en cinéma. Il mit fin à sa politique de spectacle sur scène. Il y a eu un bref retour à un format de revue en 1936, lorsque le producteur de Broadway Nils Granlund organisa une série de spectacles de variétés commençant par "Broadway Heat Wave" mettant en vedette le chef d'orchestre féminin Rita Rio. Enfin en 1957, le Palace, succomba à la popularité de la télévision et cessa les présentations sur scène.
À partir de 1949, le RKO Palace rénové a tenté de faire revivre à lui seul le vaudeville, avec une liste de huit actes avant un long métrage. Il a attiré des artistes comme Frank Sinatra, Jerry Lewis, Danny Kaye, Lauritz Melchior, Betty Hutton et Harry Belafonte. Judy Garland a organisé un retour record de 19 semaines sur le site en octobre 1951. Mais si les émissions ont été couronnées de succès, elles n'ont pas conduit à une renaissance du format. Judy Garland est revenue en 1956, puis à l'été 1967, ce qui a permis l'enregistrement de l'album live ; Judy Garland at Home at the Palace: Opening Night.
En 1965, la Nederlander Organization a acheté le Palace aux RKO Theatres. Le 29 janvier 1966, le Palais a rouvert avec la production originale de Sweet Charity, bien que pendant un certain temps il ait montré des films et a présenté des concerts de Judy Garland, Bette Midler, Liza Minnelli, Josephine Baker, Eddie Fisher, Shirley MacLaine, Diana Ross et Vikki Carr entre les engagements théâtraux.
À la fin des années 1980, un hôtel imposant a été construit au-dessus du théâtre, soutenu par deux super-colonnes situées derrière la structure de l'auditorium d'origine. Aujourd'hui, la façade du théâtre est presque entièrement cachée derrière un mur d'énormes panneaux d'affichage. Seul le chapiteau est visible. L'intérieur a été rénové début 2014 avant l'ouverture de Holler If Ya Hear Me. En 2015, The Nederlander Organization et Maefield Development ont annoncé un autre plan de rénovation de 2 milliards de dollars qui comprendrait un nouveau hall et une entrée sur la 47e rue ainsi que des vestiaires et d'autres commodités pour les clients. Le théâtre serait surélevé de 8,8 m et la zone occupée par le hall actuel serait remplie par des espaces commerciaux qui étendraient à trois niveaux supplémentaires en sous-sol. La Commission de préservation des monuments de New York a approuvé le plan le 24 novembre; cependant, de nombreux conservateurs ont exprimé leur inquiétude au sujet de l'idée,,. Le conseil municipal a approuvé le plan le 28 juin 2018.
SpongeBob SquarePants était le dernier spectacle à être joué avant la rénovation prévue,. La reconstruction a été complétée au printemps 2024 au coût de $80 million et le premier spectacle a eu lieu le 28 mai 2024, un concert de Ben Platt.

## Productions notables

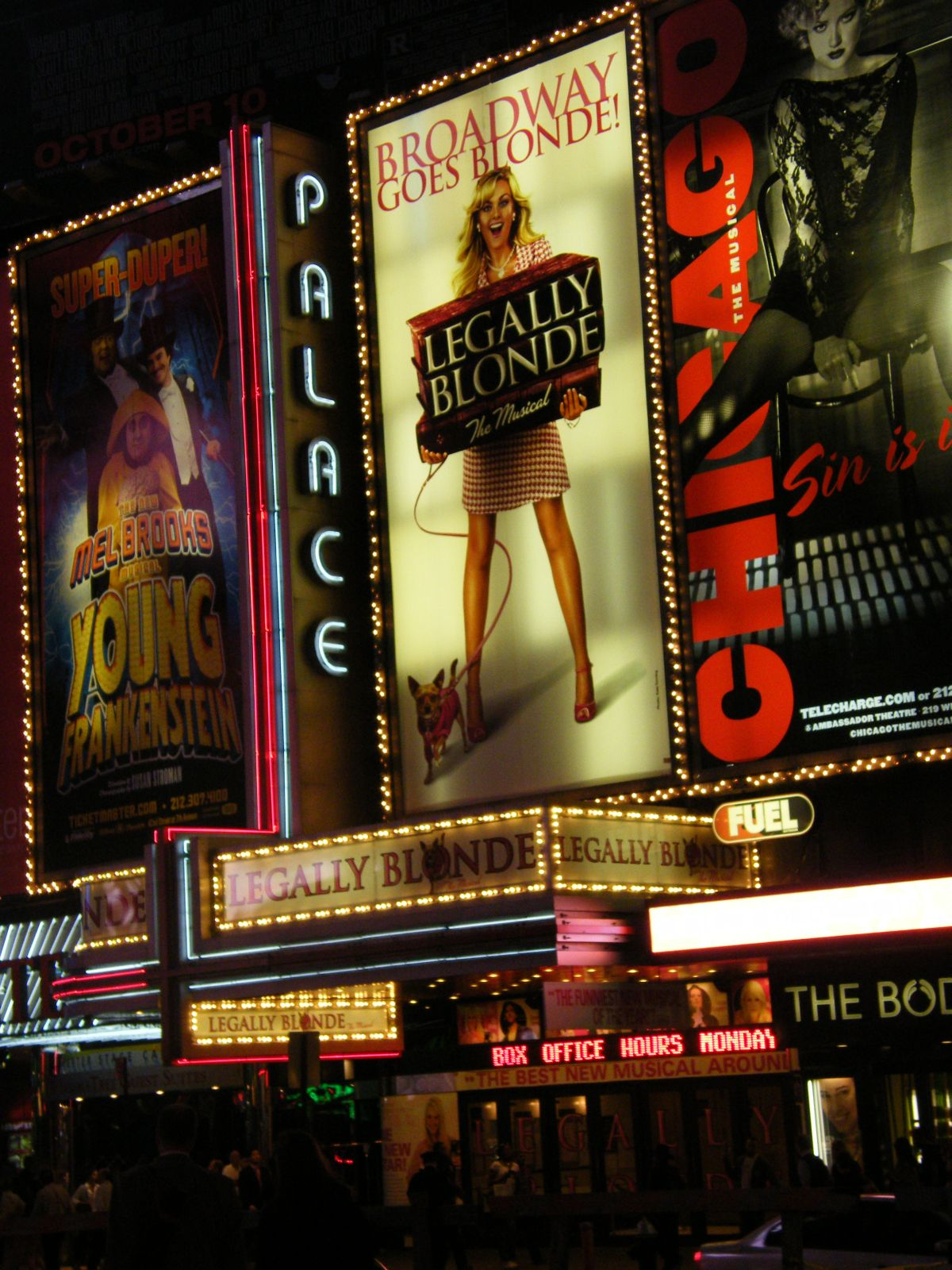
Legally Blonde: The Musical à l'affiche en 2007.

- 1966 : Sweet Charity
- 1967 : Henry, Sweet Henry[14]
- 1968 : George M!
- 1970 : Applause[15]
- 1973 : Cyrano[16], Bette Midler[17]
- 1974 : Lorelei[18]
- 1975 : Goodtime Charley
- 1976 : Home Sweet Homer[19], Shirley MacLaine Live at the Palace[20], An Evening with Diana Ross[21]
- 1977 : Man of La Mancha[22]
- 1979 : The Grand Tour[23]
- 1979 : Beatlemania[24], Oklahoma![25]
- 1981 : Woman of the Year[26]
- 1983 : La Cage aux folles[27]
- 1991 : The Will Rogers Follies[28]
- 1994 : Beauty and the Beast[29]
- 2000 : Aida[30],[31]
- 2005 : All Shook Up
- 2006 : Lestat[32]
- 2007 : Legally Blonde: The Musical[33]
- 2008 : Liza's at the Palace...![34]
- 2009 : West Side Story (2009 Reprise)[35]
- 2011 : Priscilla Queen of the Desert[36]
- 2012 : Annie[37]
- 2014 : Holler If Ya Hear Me[38], The Temptations and the Four Tops on Broadway
- 2015 : An American in Paris[39]
- 2016 : The Illusionists: Turn of the Century
- 2017 : Sunset Boulevard[40], SpongeBob SquarePants[41]
- 2024 : Ben Platt: Live at the Palace[42],[43], Tammy Faye[44]
- 2025 : Glengarry Glen Ross[45]
- 2026 : The Lost Boys[46],[47]